# Hans & Greta
För berättelsen, se: Hans och Greta
Hans & Greta är ett svenskt punkband som startades i Sala 1992 av Anders Wiberg (sång och gitarr), Niclas Jonsson (sång och gitarr) och Olle Österberg (trummor). Kort därefter anslöt sig även Björn Pettersson (bas). Två kassetter spelades in i Studio Gamble och bandet började spela flitigt runt om i Sverige. 1994 lämnade Anders Wiberg bandet och blev ersatt av Mats “Qne” Davidsson. Året därefter släpptes deras debutalbum “Snabbmat för folk i farten” på skivbolaget Beat Butchers. Grunderna till albumet spelades in av Christian Edgren i studio Traxton men albumet slutfördes och mixades av Pelle Saether i Studio Underground. Låten “Sibylla” blev en smärre hit och spelades en del på Sveriges Radios P3. Låten öppnade även samlingsskivan “Definitivt 50 spänn" (1995). 
År 2007 gjorde bandet sin första av en rad återföreningar på ett bröllop i Västerås. Den andra återföreningen var på visfestivalen i Fastbo 2009. Samma år medverkade även bandet på Beat Butchers 25-årsjubileum på Mosebacke i Stockholm. 2014 släpptes samlingsskivan “Skåpmat” som innehåller tidigare outgivet material, demoinspelningar och några livespår. 
I början av 2014 blev bandet kontaktade av Björn Lindström på Bjeagle Records som skickade över några gamla replokalsinspelningar från 1996 som han hittat i Beat Butchers inspelningsarkiv. De 18 år gamla inspelningarna var från början tänkta att hamna på bandets uppföljare till “Snabbmat för folk i farten” men glömdes bort. Bandet bestämde sig nu för att spela in låtarna på nytt och ge ut dem i samband med Beat Butchers 30-årsjubileum på Münchenbryggeriet i Stockholm. Resultatet blev en 7-tums vinylsingel inspelad av Anders Bjurenvall på Idiotanstalten i Sala. Omslagsbilden är tagen framför bandets gamla replokal i Sala där låtarna från början spelades in.

## Medlemmar
- Niclas Jonsson (sång, gitarr)
- Björn Pettersson (bas, sång)
- Mats "Qne" Davidsson (gitarr)
- Olle Österberg (trummor)

## Diskografi

### Album
- 1995 - Snabbmat för folk i farten

### Singlar
- 2014 - Jag vill bli din man

### Medverkan på samlingar
- 1993 - Garanterat ipluggat (Mollys läpp)
- 1993 - Kakafoni 6 (Ge mig)
- 1994 - Levande flådd (Sibylla)
- 1994 - Karl för sin hatt (Vedspis / Arg)
- 1995 - Definitivt 50 spänn 4 (Sibylla)
- 1996 - Röjarskivan, Andra spyan (Vin och Starka Drycker)
- 1998 - The Greatest Hits Of The Very Best Of The Ultimate Definitivt (Sibylla)
- 1999 - Beat Butchers 15 År - 12 Covers  (1000 Religioner )